# Zubayda bint Jàfar
Zubayda bint Jàfar ibn Abi-Jàfar al-Mansur, coneguda com a Umm Jàfar (vers 763 - Bagdad, 10 de juliol del 831) fou l'esposa del califa Harun ar-Raixid i mare del successor al-Amin. El seu nom verdader fou Amar al-Aziz (servidora de déu) però fou coneguda com a Zubayda (boleta de mantega) que li va donar el seu avi Al-Mansur pel seu aspecte físic. Fou bella i intel·ligent i una de les dones més admirades del seu temps. Patrocinà poetes, savis i músics i va dedicar diners a obres públiques especialment a la Meca.
Es va casar amb Harun ar-Raixid el 781/782. El seu únic fill Muhàmmad (Al-Amín) va néixer el 787. Sis mesos després una concubina persa va donar a llum a Abd-Al·lah (Al-Mamun que va criar Zubayda al morir la seva mare al cap de poc; aviat se'n va donar compte que Abd-Al·lah era més intel·ligent que el seu fill. No obstant Muhàmmad fou designat successor des de 792, però Ar-Raixid mostrava preferència per Abd-Al·lah el que la molestava seriosament.
El 809 Muhàmmad va pujar al tron. Quan el 811 va enviar un exèrcit al Khorasan, Zubayda va demanar al general Alí ibn Issa que en cas de fer presoner Abd-Al·lah i el tractés amb delicadesa i respecte. Durant la guerra, Zubayda fou humiliada pels bagdadís rebels (812) i més tard per les tropes khorasànides del general Tàhir ibn al-Hussayn que van ser responsables de la mort de Muhàmmad (813). No obstant va escriure a Abd-Al·lah i li va dir que la seva existència la compensava de les pèrdues i es va arribar a una conciliació. Alguns testimonis mostren una relació cordial amb el seu fillastre en els darrers anys de vida.